# Милетская школа
Миле́тская школа, миле́тцы — первая древнегреческая научно-философская школа, основанная Фалесом в Милете, древнегреческой колонии в Малой Азии в 1-й пол. VI в. до н. э. Представители — Фалес, Анаксимандр, Анаксимен.
Иногда её включают в состав «ионийской философии» (греч. Ἰωνικῆς φιλοσοφίας), понятие которой вводит Диоген Лаэртский. К ионийским философам относились ученики Фалеса и ученики его учеников: Анаксимен, Анаксимандр, Анаксагор, Архелай. Ионийская философия относится к раннему (досократическому) периоду формирования греческой философии и характеризовалась интересом к естественнонаучной («физической») проблематике (натурфилософия).

## Очерк
Милет, по названию которого получила своё название и школа, в то время был крупнейшим древнегреческим городом на западном берегу Малой Азии.
К Милетской школе относят истоки древнегреческой, а следовательно и европейской науки: физики, астрономии, метеорологии, биологии и географии, а также (возможно) математики. Представления о космогонии, космологии, теологии и физике, прежде в абстрактно-символическом виде распространённые по мифологии и традиции, милетцы перевели в плоскость научно-практического интереса. Они ввели первую научную терминологию, впервые стали писать свои сочинения прозой (однако их сочинения не сохранились). Как отмечает И. Д. Рожанский, «милетская школа» не являлась таковой в позднейшем смысле непосредственной преемственности какой-либо определённой идеи.
Исходя из принципа сохранения: «ничто не возникает из ничего», милетцы полагали единое вечное, бесконечное, «божественное» первоначало видимого многообразия вещей, источник жизни и существования космоса. Таким образом, в основе многообразия явлений они усмотрели некое единое правещество; для Фалеса это — вода, для Анаксимандра — апейрон (неопределённое и беспредельное первовещество), для Анаксимена — воздух. («Воду» Фалеса и «воздух» Анаксимена следует, конечно, понимать условно-аллегорически, как символ комплекса абстрактных свойств такого первовещества.)
Сама одушевлённость («душа») рассматривалась как «тонкий» и подвижный вид первовещества.
Считается, что милетские философы не были материалистами в современном смысле слова. «Различие между материей и духом в те времена ещё не было установлено, а до тех пор, пока это не сделано, нельзя говорить о материалистах в том же смысле, в каком мы говорим о них сейчас». Как пишет Ф. Х. Кессиди, первые греческие философы «не знали ни чисто материального начала, ни чисто идеальной сущности».
С утратой Милетом (начало V в. до н. э.) политической самостоятельности, отнятой персами Ахеменидами, прекращается цветущий период жизни Милета и замирает развитие здесь философии. Однако в других городах Греции учения милетцев не только продолжали оказывать действие, но нашли последователей. Таковы были Гиппон из Самоса, примыкавший к учению Фалеса, а также прославившийся Диоген из Аполлонии, выводивший вслед за Анаксименом всё из воздуха. Милетская школа оказала большое влияние на развитие материалистической мысли Древней Греции.
Ею также была создана геоцентрическая модель.

## Фалес
Фале́с (Θᾰλῆς, VII—VI вв. до н. э.). Будучи купцом, использовал торговые поездки в целях расширения научных сведений. Был гидроинженером, разносторонним учёным и мыслителем, изобретателем астрономических приборов. Как учёный, широко прославился в Греции, сделав удачное предсказание солнечного затмения 585 до н. э.. Для этого предсказания Фалес использовал почерпнутые им в Египте и в Финикии астрономические сведения, восходящие к наблюдениям и обобщениям вавилонской науки.
Свои астрономические, географические и физические познания Фалес связал в стройное представление. Фалес полагал, что всё существующее возникло из некоего влажного первовещества, или «воды». Из этого единого источника всё рождается постоянно. По представлению Фалеса, Земля держится на воде и окружена со всех сторон океаном; она пребывает на воде, как диск или доска, плавающая на поверхности водоёма.
В то же время вещественное первоначало «воды» и вся происшедшая из него природа не мертвы, не лишены одушевлённости. Во Вселенной всё полно богов, всё одушевлено, всё имеет душу (ψῡχή). Пример и доказательство всеобщей одушевлённости Фалес видел в свойствах магнита и янтаря; так как магнит и янтарь способны приводить тела в движение, то, следовательно, имеют душу (то есть причастны первоначалу, приводящему в движение мир, «одушевляющему» его).
Фалесу принадлежит попытка разобраться в строении окружающей Землю Вселенной, определить, в каком порядке расположены по отношению к Земле небесные светила: Луна, Солнце, звёзды. В этом вопросе Фалес также опирался на результаты вавилонской науки. Однако он представлял порядок светил обратным тому, который существует в действительности; Фалес полагал, что ближе всего к Земле находится т. н. «небо неподвижных звёзд», а дальше всего — Солнце.

## Анаксимандр
Анаксима́ндр (Ἀναξίμανδρος, ок. 610—547 до н. э.). Признал единым и постоянным источником рождения всех вещей уже не «воду», и вообще не какое-либо отдельное вещество, а первовещество, из которого обособляются противоположности тёплого и холодного, дающие начало всем веществам. Это первоначало, отличное от остальных веществ (и в этом смысле неопределённое), не имеет границ и потому есть «беспредельное» (ἄπειρον). По обособлении из него тёплого и холодного возникает огненная оболочка, облекающая воздух над землёй. Притекающий воздух прорывает огненную оболочку и образует три кольца, внутри которых заключается некоторое количество прорвавшегося наружу огня. Так происходят три круга: круг звезд, Солнца и Луны.
Земля, по форме подобная срезу колонны, занимает середину мира и неподвижна; животные и люди образовались из отложений высохшего морского дна и изменили формы при переходе на сушу. Всё обособившееся от беспредельного должно за свою «вину» вернуться в него. Поэтому мир не вечен, но по разрушении его из беспредельного выделяется новый мир, и этой смене миров нет конца.
Уже в древности возник «анаксимандров вопрос»: понимать ли апейрон как смесь первовеществ, как нечто среднее между ними, как нечто совершенно неопределённое (даже противоположное веществам) — или как прообраз «материи» Платона. Дошедшие до нас фрагменты не позволяют ответить на этот вопрос однозначно.

## Анаксимен
Анаксиме́н (Ἀναξιμένης, 2-я пол. VI в. до н. э.). Достигший зрелости ко времени завоевания Милета персами, развил новые представления о мире. Приняв в качестве первовещества «воздух», Анаксимен ввёл новую и важную идею о процессе разрежения и сгущения, посредством которого из воздуха образуются все вещества: вода, земля, камни, огонь. «Воздух» для Анаксимена — дыхание (πνεῦμα), обнимающее весь мир, подобно тому как наша душа, будучи дыханием, держит нас. По своей природе пневма — род пара или тёмного облака и сродни пустоте. Земля — плоский диск, поддерживаемый воздухом, так же как парящие в нём плоские, состоящие из огня, диски светил. Анаксимен исправил учение Фалеса и Анаксимандра о порядке расположения в мировом пространстве Луны, Солнца и звезд.
Современники и последующие греческие философы придавали Анаксимену значение большее, чем другим философам милетской школы. Пифагорейцы усвоили его учение о том, что мир вдыхает в себя воздух (или пустоту), а также элементы его учения о небесных светилах.